# James Sowerby
James Sowerby, född 21 mars 1757 i Lambeth, London, död 25 oktober 1822, var en engelsk botanisk konstnär. Auktorsnamnet Sowerby kan användas för James Sowerby i samband med ett vetenskapligt namn inom botaniken; se Wikipediaartiklar som länkar till auktorsnamnet.
Sowerby deltog som tecknare och målare i utgivningen av James Edward Smiths stora planschverk English Botany (36 band, 1790–1814) och utgav praktverken Flora luxurians (3 band, 1789–1791) och Coloured figures of english fungi (440 foliotavlor, 1797–1815). Sowerby skrev dessutom arbeten i mineralogi och konkyliologi. Hans söner, James de Carle Sowerby (1787–1871; sekreterare i Royal Botanic Society), George Brettingham Sowerby (1788–1854) och Charles Edward Sowerby (1795–1842) var alla naturforskare. Den sistnämnde medverkade som artist till Supplement to English botany, och hans son John Edward Sowerby (1825–1870) var likaledes botanisk konstnär.